# Jasuhiro Nakasone
Jasuhiro Nakasone (27. května 1918 Takasaki – 29. listopadu 2019 Tokio) byl japonský politik. V letech 1982–1987 byl premiérem Japonska. V letech 1959–1960, 1970–1972 a 1980–1982 tzv. státním ministrem (s pověřením řídit různé státní agentury), 1972–1974 ministrem mezinárodního obchodu a průmyslu, 1967–1968 ministrem dopravy. Byl představitelem Liberální demokratické strany, dominantní síly japonského politického systému ve druhé polovině 20. století, v letech 1982–1987 byl jejím předsedou.

## Život
Jasuhiro Nakasone patřil k silně pravicovému křídlu strany. V pozici premiéra nejvíce proslul rozsáhlou privatizací státních korporací (zejména proslulých japonských železnic), zlepšením vztahů se Sovětským svazem, Čínou a Filipínami, či obnovením japonského nacionalismu, který byl dlouho tabu – proslul například vyjádřením, že Japonsko uspělo tím, že na svém území netrpělo národnostní menšiny jako Spojené státy; po kritice svůj výrok „opravil“ tak, že prý chtěl pogratulovat USA k ekonomickému úspěchu, jehož dosáhly navzdory tomu, že mají na svém území řadu „problematických menšin“. Byl blízkým přítelem amerického prezidenta Ronalda Reagana, s nímž sdílel i řadu politických a ekonomických vizí.
Rok po odchodu z funkce premiéra ho dostihl, podobně jako řadu dalších politiků Liberální demokratické strany, tzv. odvodový skandál. Poté jeho vliv ve straně rychle klesal, zejména Džuničiró Koizumi se snažil jeho a celou starou gardu vytlačit z politického života.
Zemřel 29. listopadu 2019 v tokijské nemocnici ve věku 101 let.